# Phyllomacromia girardi
Phyllomacromia girardi är en trollsländeart som först beskrevs av Legrand 1991.  Phyllomacromia girardi ingår i släktet Phyllomacromia och familjen skimmertrollsländor. IUCN kategoriserar arten globalt som otillräckligt studerad. Inga underarter finns listade i Catalogue of Life.